# Винс Картер
Винсент Ламар Винс Картер (енгл. Vincent Lamar "Vince" Carter; Дејтона Бич, Флорида, 26. јануар 1977) је бивши амерички кошаркаш. Играо је на позицијама бека и крила.
Изабран је у 1. кругу (5. укупно) NBA драфта 1998. од стране Голден стејт вориорса. Картер је осмоструки Ол-Стар играч а 1999. године добио је награду за новајлију године.

## Универзитет
Похађао је универзитет Северна Каролина. На последњој години универзитета Картер је просечно постизао 15,6 поена и 5,1 скокова. Након завршетка последње године, Картер се пријавио на НБА драфт.

## НБА каријера

### Торонто Репторси (1998—2004)
Изабран је као пети избор НБА драфта од стране Голден стејт вориорса, али је убрзо мењан у Торонто репторсе за Антоана Џејмисона. У својој првој сезони, Картер је одиграо 50 утакмица и просечно постизао 18,6 поена што је резултовало освајањем награде за рукија године. Наредне сезоне Картер је просечно постизао 25,7 поена, изабран је у најбољу трећу петорку сезоне и стигао је до наступа на Ол-стар утакмици. 2000. године Картер је наступио на такмичењу у закуцавањима где је невероватним потезима освојио наслов победника.
Са својим рођаком Трејсијем Мекгрејдијем, Картер је одвео Репторсе у плејоф где су у првом кругу изгубили од Њујорк никса. Након Мекгрејдијевог одласка у Орландо, Картер је постао главни вођа Репторса. У сезони 2000/01. Картер је просечно постизао 27,6 поена, изабран је у најбољу другу петорку сезоне и поново је остварио наступ на Ол-стар утакмици. Репторси су остварили скор 47-35 и у првом кругу плејофа су савладали Њујорк никсе резултатом 3-2. У другом кругу Репторси су поражени од Филаделфија севентисиксерса у седам утакмица. У лето 2001. године, Картер је потписао шестогодишње продужење уговора у вредности од 94.000.000 $.
Следеће сезоне Картер је био повређен па је одиграо само 60 утакмица просечно постижући 24,7 поена. Изабран је на Ол-стар утамицу али није могао наступати управо због повреде. Репторси су без Картера остварили скор 42-40 и поражени у првом кругу плејофа од Детроит пистонса резултатом 3-2. Упркос томе што је изабран на Ол-стар утакмицу, Картер је своје место препустио Мајклу Џордану којем је то био последњи наступ на Ол-стар утакмици. За време играња у Репторсима, Картер је развио скакачко колено у левој нози које му је касније стварало проблеме. У последњој сезони са Репторсима просечно је постизао 15,9 поена па је на крају сезоне замењен.

### Њу Џерзи Нетси (2004—2009)
17. децембра 2004. Картер је мењан у Њу Џерзи нетсе у замену за Алонза Морнинга, Ерика Вилијамса, Арона Вилијамса и два будућа избора првог круга драфта. Након Картеровог шокантног признања да за време играња у Репторсима никада није давао 100% од себе јер је имао талента, њихови навијачи му то никада нису опростили па су га сваки пута извиждали када се вратио у Торонто. У плејофу 2005. године, Нетси су поражени од Мајами хита, а Картер је током те серије просечно постизао 26,8 поена, 8,5 скокова и 5,8 асистенција. Дана 8. јануара 2006. Картер се поново вратио у Торонто где су га навијачи извиждали наравно. Након заостатка Нетса од 102:104 неколико секунди пре краја, Картер је 0,1 секунди пре краја постигао кључну тројку којом је донео победу Нетсима, па се ова изведба сматра једном од најбољих будући да је атмосфери у дворани била непријатељска. У сезони 2005/06. Картер је просечно постизао 24,2 поена, 5,8 скокова и 3,4 асистенција по утакмици и заједно са Џејсоном Кидом одвео Нетсе до 49 победа у регуларном делу. У другом кругу плејофа Нетси су поражени у пет утакмица од каснијих шампиона Мајами хита, а Картер је у 11 наступа у плејофу просечно постизао 29,6 поена, 7 скокова и 5,3 асистенција по утакмици.
У сезони 2006/07. Картер је просечно постизао 25,2 поена, 6 скокова и 4,8 асистенција па је заједно са Кидом изабран на Ол-стар утакмицу. Дана 7. априла 2007. Картер и Кид су у победи над Вашингтон визардсима 120:114, остварили трипл-дабл учинке и тиме су постали први саиграчи након 18 година од Џордана и Пипена који су то остварили у једној утакмици. Картер је утакмицу завршио са 46 поена, 16 скокова и 10 асистенција, док је Кид постигао 10 поена, 16 скокова и 18 асистенција. Након што су Нетси поражени у плејофу од стране Кливленд кавалирса, гласине о Картеровој замени су постајале истините. Међутим посао с Никсима је пропао, а Картер је 1. јула 2007. потписао нови четворогодишњи уговор са Нетсима вредан 61,8 милиона долара. У сезони 2007/08. Картер је имао проблема са повредама па по први пута након руки сезоне није остварио наступ на Ол-стар утакмици. Упркос повреди Картер је успео остварити просек од 21,3 поена, 6 скокова и 5,1 асистенција. У сезони 2008/09. Картер је проглашен капитеном тима будући да је Кид напустио редове Нетса. Након још једног повратка у Торонто, Картер је био кључан играч за Нетсе будући да је својим закуцавањем неколико секунди пре краја донео важну победу Нетсима.

### Орландо Меџик (2009—2010)
Дана 26. јуна 2009. Картер је мењан у Орландо меџик заједно са Рајаном Андерсоном у замену за Куртнија Лија , Рафера Алстона и Тонија Батија. Свој деби у дресу Меџика имао је у победи свог тима на утакмици против Филаделфија севентисиксерса где је постигао 15 поена. Дана 8. фебруара 2010, у победи над Њу Орлеанс хорнетсима, Картер је постигао 48 поена, укључујући 34 у другом полувремену, и тиме је помогао екипи надокнадити заостатак од 17 поена и осигурати победу 123:117.
Картер је помогао свом тиму да стигне до плејофа, где је Орландо успео да елиминише Шарлот бобкетсе и Атланта хоксе у прве две рунде, пре него што је налетео на Бостон селтиксе у финалу истока где су поражени у 6 утакмица. То је било први пут да је Картер успео да заигра у конференцијском финалу.

### Финикс Санси (2009—2010)
Дана 18. децембра 2010. Картер је у размени више играча прешао у Финикс сансе. Дана 16. јануара 2011. Картер је постигао свој 20.000 поен, поставши тако тек 37 играч у историји НБА коме је то пошло за руком. Иако је је чинио добар тандем са Стивом Нешом, Санси ипак нису успели да стигну до плејофа. Дана 9. децембра 2011. Картер је отпуштен током задње године уговора.

### Далас Маверикси (2011—2014)
Дана 12. децембра 2011. Картер је потписао трогодишњи уговор са Далас мавериксима, са једном гарантованом годином. Овај трејд га је поново спојио са бившим саиграчем Џејсоном Кидом. На утакмици против Голден Стејт вориорса Картер је постао 18 играч у историји са 1,500 погођених тројки.

## Америчка репрезентација
Са америчком репрезентацијом освојио је златну медаљу на Олимпијским играма у Сиднеју 2000. године, притом извевши једно од најневероватнијих закуцавања у историји кошарке. Картер се добивши лопту сјурио према кошу где је пред њега стао 2,18 м високи француски центар Фредерик Вајс. Картер га је не сматрајући препреком прескочио и закуцао а Џејсон Кид је после утакмице изјавио: "То је било једно од најбољих закуцавања које сам икада видео". Француски медији су то закуцавање прозвали "le dunk de la mort" (срп."Закуцавање смрти").

## Успеси

### Репрезентативни
- Олимпијске игре:  2000.
- Америчко првенство:  2003.

### Појединачни
- НБА Ол-стар меч (8): 2000, 2001, 2002, 2003, 2004, 2005, 2006, 2007.
- Идеални тим НБА - друга постава (1): 2000/01.
- Идеални тим НБА - трећа постава (1): 1999/00.
- НБА саиграч године (1): 2016/17.
- НБА спортска личност године (1): 2019/20.
- Новајлија године НБА: 1998/99.
- Идеални тим новајлија НБА - прва постава: 1998/99.
- Победник НБА такмичења у закуцавању: 2000.